# Negrenovci
Negrenovci (macedónul: Негреновци) település Észak-Macedóniában, a Délkeleti körzetben, a Koncsei járásban.

## Népesség
| Lakosok száma | 83   | 79   | 19   |      |
|               | 1948 | 1953 | 1961 | 1971 |

- 2002-ben lakatlan település, korábban macedónok lakták.